# Negativfilm

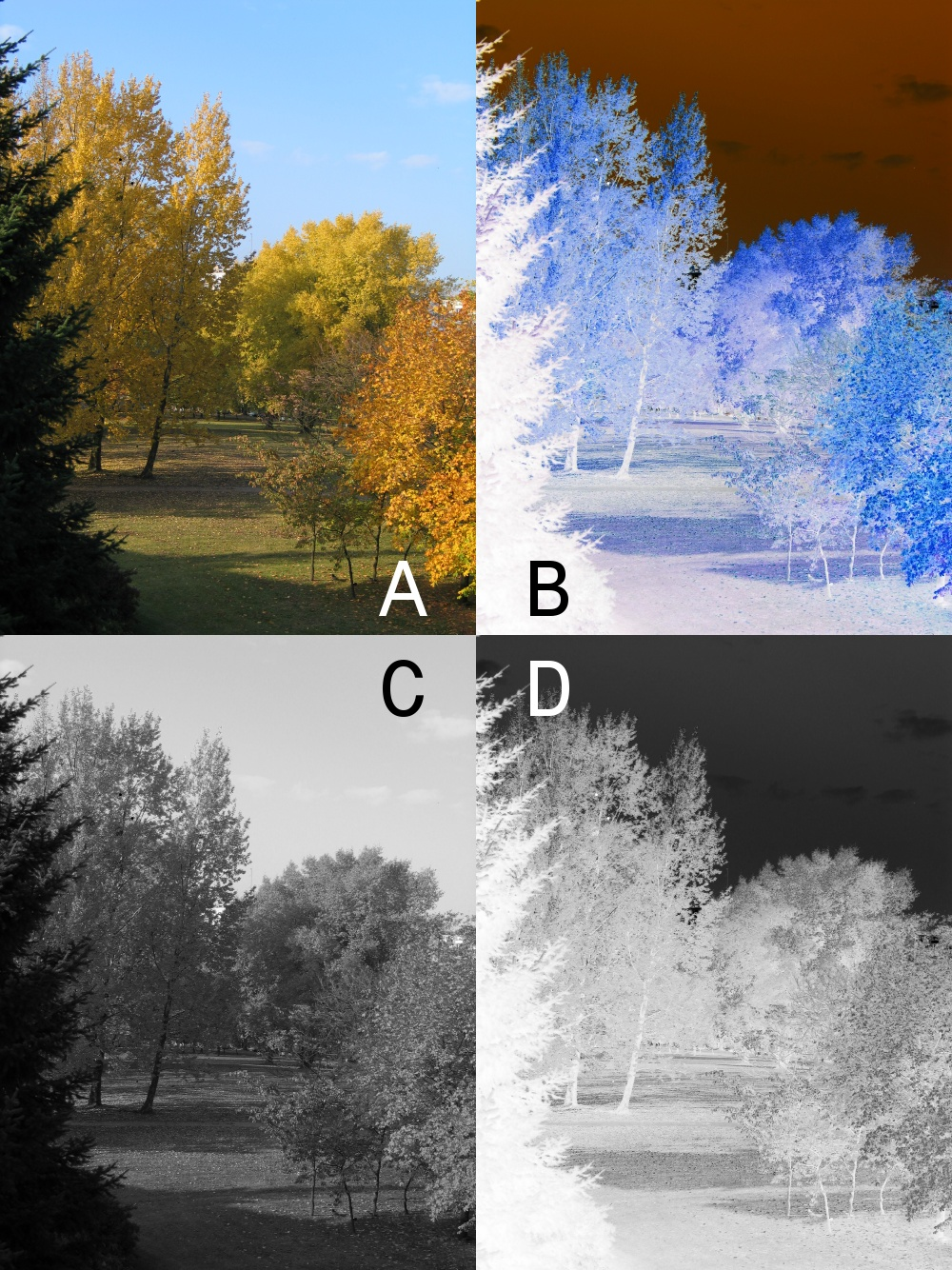
Positiv och negativ i färg och i svart-vitt.

En negativfilm eller bara negativ är en film som framkallar (till skillnad mot diafilm) ett negativ, det vill säga en bild där alla gråskalor eller färger är inverterade. Negativförfarandet var en stor framgång när den kom som 1800-talets kollodiumnegativ.
Det finns både svartvitnegativfilm och färgnegativfilm. Den färgnegativa filmen är uppbyggd på färglager och här är den subtraktiva färgblandningsmetoden nödvändig. En negativ färg uttrycks i en komplementfärg. Skall vi visa röd grund färg negativt måste det ske i just avsaknaden av röd färg vilket blir grönt och blått; denna sammansättning av de två grundfärgerna kallas cyan. Således byggs färgen upp i en färgfilm av komplementfärger. Det gäller även diapositiv film som också är uppbyggd av färglager, då denna omvändningsframkallas och är ett negativ i det första ledet av framkallningsprocessen.